# 拉克达尔
拉克达尔（荷蘭語：Laakdal，荷蘭語發音：[ˈlaːɡdɑl]）是比利时弗拉芒大區安特衛普省蒂倫豪特區的一个市镇，位于安特卫普、弗拉芒布拉班特、林堡三省交界处，通行荷蘭語，是弗拉芒社群的一部分，面积42.48平方千米，人口16,186人（2020年1月1日）。